# Okresní soud ve Frenštátě pod Radhoštěm
Okresní soud ve Frenštátě pod Radhoštěm fungoval v letech 1850–1960.

## Historie
Vznikl v roce 1850, jako instituce podřízená Zemskému soudu v Novém Jičíně (odvolací soud), v době rozpadu feudálního zřízení. Do působnosti Okresního soudu Frenštát pod Radhoštěm připadly obce z hukvaldského panství:
- Bordovice
- Čeladná s osadou Podolánky
- Frenštát pod Radhoštěm
- Kunčice pod Ondřejníkem
- Lichnov
- Tichá
- Trojanovice

Okupací pohraničního území v roce 1938 byla dokonale rozrušena územní organizace soudů na Moravě. Z okresních soudů na území dnešního Novojičínska se tato změna nedotkla jen soudního okresu Frenštát pod Radhoštěm, ostatní odstoupená území přešla pod pravomoc německých úředních soudů. Frenštátský obvod byl zmenšen o díl katastru obce Lichnova a celým katastrem obce Vlčovice, které připadly do obvodu Úředního soudu v Příboře. Okresní soud ve Frenštátě pod Radhoštěm byl v této době nově podřízen Krajskému soudu v Moravské Ostravě.
V roce 1941, důsledkem vládního nařízení ze dne 17. dubna 1941, č. 150/1941 Sb. a výnosu presidia Vrchního soudu v Brně z 12. dubna 1941, pres 8945-3 obv/41, byly k frenštátskému obvodu připojeny další dvě obce: Mniší, doposud prozatímně přidělena Okresnímu soudu Místek a obec Veřovice z obvodu Valašské Meziříčí.
Po osvobození v roce 1945 došlo na území Čech a Moravy k obnovení organizace soudů v tom stavu, v jakém tu působily v době před podepsáním a realizací mnichovské dohody.
Dosavadní systém soudnictví zanikl tzv. zákonem o zlidovění soudnictví č. 319/1948 Sb. a zákonem č. 320/1948 Sb. o územní organizaci krajských a okresních soudů, které podle nařízení ministerstva spravedlnosti č. 8/1949 Sb. vešly v platnost dnem 1. února 1949. Sídla a obvody okresních soudů měly být nadále shodné se sídly a obvody okresních národních výborů. Frenštátský soudní obvod se touto reorganizací navýšil o dvojnásobek, co do počtu obcí. Ze soudního okresu Frýdek byly převedeny obce: Frýdlant nad Ostravicí, Malenovice, Nová Ves a Staré Hamry, ze soudního okresu Místek: obce Lhotka, Ostravice (s osadou Bílá, od r. 1951 samostatnou) a Pstruží, ze soudního okresu Nový Jičín: obce Veřovice a Ženklava a ze soudního okresu Příbor obec Mniší. Tento stav setrval až do roku 1960, kdy k 1. července téhož roku došlo k novému správnímu členění a okres Frenštát pod Radhoštěm zanikl.

## Personální obsazení soudu v letech 1850–1960

### Přednostové soudu
- 1850–1858 Mann Johann
- 1859–1862 Siersch Johann
- 1863–1867 Matzenauer Karl
- 1868 Ehermann Josef
- 1869–1877 Mitschka Ernest
- 1877–1879 Kraus Franz, dr.
- 1880–1887 Neubauer Emanuel
- 1888–1895 Sedláček Jan, dr.
- 1896–1907 Berger Leo
- 1908–1913 Minster Ignatz, dr.
- 1914–1922 Pirchan Václav (náměstek předsedy lichevního soudu 1922)
- 1923–1928 Kunovský Josef, dr. (předseda lichevního soudu 1922–1923)
- 1929–1938 Horubski Evžen (náměstek předsedy lichevního soudu 1923)
- 1938–1941, 1945–1946 Polášek Adolf
- 1941–1945 Břenek Antonín
- 1947–1948 Horáček Jaroslav, dr.
- 1949–1950 Štolfa Antonín, dr.
- 1950–1952 Pilz Bedřich
- 1953 Srnec Stanislav, dr.
- 1953–1955 Keml Mirko, dr.
- 1955–1958 Šimčík Jaroslav
- 1958–1960 Besta Zdeněk, dr.

### Soudci
- 1851–1867 Ehermann Josef
- 1889–1897 Kaláb Josef
- 1898–1908 Fila Jaroslav, dr.
- 1908–1910 Divoký Jan
- 1911–1912 Špaček Alois
- 1913–1918 Kříž Miloš
- 1919–1922 Kunovský Josef, dr.
- 1923–1928 Horubski Evžen
- 1929–1932 Zavadil František dr.
- 1933–1936 Polášek Adolf
- 1936–1939 Coufal Přemysl, dr.
- 1937–1939 Felix Theodor, dr.
- 1939, 1941–1946 Zeman Josef
- 1939–1941 Matušina Josef, dr.
- 1939–1941 Švarc František, dr.
- 1940–1945 Břenek Antonín
- 1942 Kahánek Stanislav, dr.
- 1947–1948 Kadrnoška František, dr.
- 1949 Běhůnek Vladimír
- 1949–1951 Martinů Alois, dr.
- 1949–1951 Chytil Jan, dr. (okresní prokurátor)
- 1950–1951 Martinů Alois, dr. (předseda civilního senátu)
- 1953–1954 Srnec Stanislav, dr.
- 1949–1960 Horáčková Blanka, dr. (předsedkyně nesporného senátu)